# Cassyma pallidula
Cassyma pallidula là một loài bướm đêm trong họ Geometridae.